# Digital Fortress
Digital Fortress — американська компанія, заснована Павлом Дуровим 2013 року, займається управлінням і фінансуванням мобільних додатків.
IT-директор компанії — Аксель Нефф (англ. Axel Neff), який також є помічником директора «ВК» з міжнародних операцій. Офіс компанії знаходиться в Буффало, штат Нью-Йорк. На початку 2013 року компанія купила за $ 1 млн 96 терабайт даних і інфраструктуру в дата-центрі компанії QBC Systems. У квітні того ж року Дуров заявив, що Digital Fortress — це хмарний кластер, підготовлений для навантажувальних стартапів Start Fellows.
14 серпня 2013 року компанією було випущено перший експериментальний додаток — безкоштовний месенджер для смартфонів Telegram, побудований на технології шифрування листування MTProto, розробленої братом Павла Дурова — Миколою Дуровим.

## Telegram
Telegram — безкоштовний месенджер для смартфонів, що дозволяє обмінюватися текстом і файлами. Програма зроблена з прицілом на зарубіжні ринки і виконана англійською мовою.